# Sixto Bustamante Apaza
Sixto Bustamante Apaza fue un político peruano. 
En las elecciones municipales de 1963 fue elegido alcalde del distrito de Huanchac por la Alianza Acción Popular-Democracia Cristiana Fue elegido diputado por el departamento del Cusco en 1980 en las elecciones generales de ese año en las que salió elegido como presidente del Perú por segunda vez el arquitecto Fernando Belaúnde Terry.